# Dreier Looping
Dreier Looping ist eine Stahlachterbahn des Herstellers Schwarzkopf GmbH.

## Geschichte
1984, nach ihrer Weltpremiere auf dem Schützenfest Hannover, eröffnet, fuhr sie als weltweit erste Achterbahn mit drei vertikalen Loopings unter dem Namen Dreier Looping auf deutschen Volksfesten, wo sie von dem Schausteller Rudolf Barth betrieben wurde. 1996 wurde sie an den malaysischen Freizeitpark Sunway Lagoon verkauft und fuhr dort von 1997 bis 1999 als Triple Loop Coaster. Der britische Freizeitpark Flamingo Land besaß die Bahn dann von 2000 bis 2005 unter dem Namen Magnum Force. Im Jahr 2007 eröffnete die Bahn dann in La Feria Chapultepec Mágico zunächst als Montaña Infinitum, fuhr dort zwischendurch unter dem Namen Montaña Triple Loop und schließlich als Quimera.

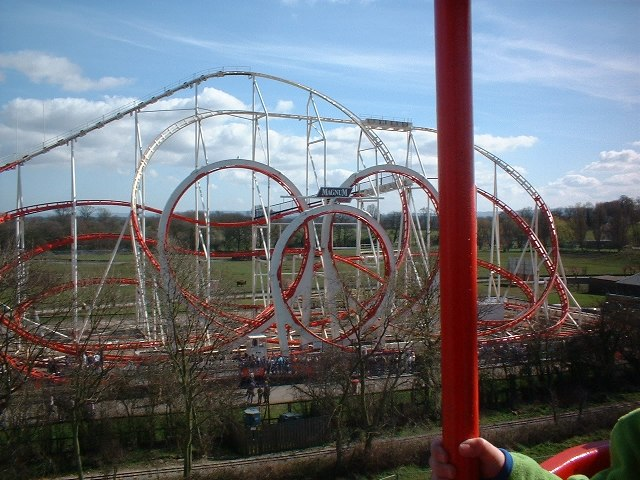
Magnum Force im Flamingo Land

Ab dem 29. September 2019 war die Bahn auf Grund eines Unfalls, bei dem der letzte Wagen eines Zuges in einer Höhe von 10 m entgleiste, geschlossen. Bei dem Unfall gab es fünf Verletzte und zwei Tote.
Der US-amerikanische Park Indiana Beach erwarb die Bahn und eröffnete sie im Mai 2024 unter dem Namen All American Triple Loop.

## Züge
Dreier Looping besitzt fünf Züge mit jeweils fünf Wagen (ursprünglich sechs). In jedem Wagen können vier Personen (zwei Reihen à zwei Personen) Platz nehmen. Im mexikanischen La Feria Chapultepec Mágico fuhr die Bahn allerdings nur noch mit drei Zügen.